# José Sbarra
José Sbarra (Buenos Aires, 15 de julio de 1950 — 23 de agosto de 1996) fue un escritor, autor teatral, poeta y guionista argentino. En un principio autor de varios libros infantiles y juveniles, luego cambiando el matiz de su prosa poética, con un estilo que combinaba lo sórdido, lo delirante y lo juguetón. Entre sus obras más conocidas se destacan Obsesión de vivir, Marc, la sucia rata y Plástico cruel. 

## Biografía
Escribía en revistas de tiraje y tradición como la infantil Billiken y la versión argentina de Playboy. Trabajó en programas de televisión como Para crecer, conducido por Gigliola Zecchin (Canela), y El show de la vida (1982), conducido por Héctor Larrea. 

## Obras adaptadas al cine
Con la dirección de Leonardo Fabio Calderón, su obra Marc, la sucia rata fue adaptada a la pantalla grande en 1998. En 2005, Plástico cruel fue adaptada al cine por el director Daniel Ritto.

## Obras
- Obsesión de vivir (1975)
- Aleana (1979)
- Cielito (1986)
- Andy, el paseador de perros (1987)
- No enciendas la luz (1990)
- Marc, la sucia rata (1991)
- ¿Miedo, yo? (1992)
- Plástico cruel (1992)
- El beso del vampiro (1995) Ilustraciones de Marcelo Elizalde.
- Informe sobre Moscú (1996)
- El mal amor (2017) (póstumo) Dagas del sur Editorial
- Bang Bang (póstumo) (2018) Dagas del sur Editorial